# Boom! Studios
Boom! Studios é uma editora norte-americana dos Estados Unidos, especializada em histórias em quadrinhos e graphic novel, situada em Los Angeles, Califórnia. Foi inaugurado em 2005, com a proposta de viabilizar projetos autorais de grandes nomes dos quadrinhos. Suas publicações são através de quatro selos distintos produzido trabalhos originais premiados, além de linhas estabelecidas, como as propriedades WWE, Power Rangers, Cartoon Network, Jim Henson Company e parceria com a  20th Century Studios para filmes e com a Fox Television.

## Selos

### BOOM! Studios

#### Buffy the Vampire Slayer
Adaptação de Buffy, a Caça Vampiros. uma série de TV criada por Joss Whedon que foi sucesso no final dos anos 90. A história em quadrinho é uma parceria da linha de produtos da 20th Century Fox com a editora, trazendo um novo começo para os personagens.

##### Angel
Spin-off dos quadrinhos de Buffy: A Caça-Vampiros, a revista própria de Angel, segue o mesmo caminho de Buffy, modernizando a versão original. Assim como no seriado do vampiro, as aventuras se passam em Los Angeles, se passando nos dias atuais e não nos anos 1990 como a série de televisão.

#### Power Rangers: série de revistas

##### Mighty Morphin Power Rangers
- Shattered Grid (Edições #24-30)
- Beyond the Grid ( Edições #31-39)
- Necessary Evil (Edições #40-49 )

###### Mighty Morphin’ Power Rangers Pink
Minissérie spin-off de quadrinhos dos Power Rangers. A trama mostra Kimberly Hart — primeira Power Ranger Rosa da série — sendo a heroína aposentada e competindo como ginasta ao redor do mundo. Sua mãe e padrasto vivem num vilarejo no interior da França e sua vida não poderia ser mais tranquila. Pelo menos é o que parecia.

##### Go Go Power Rangers
História com foco nos acontecimentos iniciais, apenas, alguns dias após os estudantes da Alameda dos Anjos serem convocados por Zordon. Com isso, mostrando  um pouco mais do dia a dia de Jason, Zach, Trini, Billy e Kimberly, mas também apresentando a ação característica dos heróis. Em determinado momento da história, os heróis trocam de cor temporariamente e Jason (Ranger Vermelho) vira o Ranger Amarelo, enquanto Trini (Ranger Amarela) vira a Ranger Vermelha; Zack (Ranger Preto) vira o Ranger Rosa; Billy (o Ranger Azul) vira o Ranger Preto; e Kimberly (Ranger Rosa) vira a Ranger Azul.
- Shattered Grid (Edições #8-12)
- Necessary Evil (Edições #21-)

##### Justice League/Power Rangers
Parceria com a DC Comics, o crossover dos heróis da Liga da Justiça e os primeiros seis Power Rangers. Na história, Zack, o Ranger Preto, é teleportado para um universo paralelo onde diversas pessoas tem poderes incríveis e roupas estranhas. Os outros cinco Rangers - Jason, Trini, Kimberly, Billy e Tommy - tem que segui-lo até o mundo da DC para salvá-lo.

#### Power Rangers: publicações especiais

##### Mighty Morphin Power Rangers Annual
- 2016:  antologia com histórias curtas de autores conhecidos,[12] conta histórias focadas nos vilões e coadjuvantes da série. Goldar ganhará uma origem, enquanto Bulk e Skull participarão de uma trama que os coloca como Rangers. A publicação é assinada pelos quadrinistas Kyle Higgins, Terry Moore, Rob Guillory, James Kochalka, Ross Thibodeaux, Jorge Corona e Rod Reis, com capa de Goñi Montis.[13]

#### Power Rangers: romance gráfico

##### Power Rangers: Aftershock
Continuação direta de Power Rangers: O Filme, lançada nos EUA no dia 29 de março, cinco dias após da chegada do filme naquele país. A trama da HQ conta a seguir logo os acontecimentos do final do filme. Na trama, o recém-formado grupo de Rangers encontra um novo inimigo, cujas alianças ainda não desconhecidas.

##### Power Rangers: Soul of the Dragon
Graphic novel que comemora o 25º aniversário da franquia Power Rangers, continuação direta da série de TV, apresentando um capitulo para Tommy Oliver, um dos Power Rangers mais icônicos da franquia.

##### Power Rangers: The Psycho Path
Graphic novel centrada em torno do misterioso retorno dos Psycho Rangers (incluso o original da Boom! Studios, Verde), sem que ninguém saiba quem os trouxe de volta ou como. Cabe a Andros (Espaço Ranger Vermelho) e Karone (Galáxia Perdida Ranger Rosa Ranger II) para descobrir e pará-los. A luta entre o bem e o mal é galáctica enquanto origens secretas são reveladas e vidas são mudadas para sempre nesta épica história de romance gráfico original que investiga profundamente as origens e motivações dos adversários finais dos Power Rangers, os Psycho Rangers! Eles são mais rápidos, mais fortes e mais espertos … mas maus. Criado por Karone, quando ela ainda era a malvada Astronema, os Psycho Rangers foram programados com um enorme ódio por todas as coisas que envolvem os Power Rangers. Eles foram derrotados a grande custo pessoal, mas agora alguém os trouxe de volta e eles estão mais assassinos do que nunca.

### KaBOOM!
Focado em quadrinhos infantis, anteriormente chamada de BOOM! Kids, diversificando a linha com produções originais e verdadeiramente para todas as idades. São muitas adaptações de animações com personagens conhecidos.

#### Publicações

##### Adventure Time
Adaptação spin-off de Hora de Aventura para os quadrinhos, publicadas desde 2012, já ganhou um prêmio Eisner Award de Melhor Publicação para Crianças, dois Harvey Awards de Melhor Publicação Original para Jovens Leitorese, Diamond Gem Award pela série.

###### Adventure Time: Seeing Red
História é protagonizada por Marcelina, princesa dos vampiros, que volta para casa em busca de seu baixo, apenas para descobrir que ele desapareceu. Jake viaja junto com ela, mas Finn praticamente não aparece na história, que envolve a relação entre pais e filhos.

###### Marceline e as Rainhas do Grito
Um spin-off do desenho Hora de Aventura do Cartoon Network, A HQ narra a história da coadjuvante vampira Marceline e a turnê da sua banda pelas diversas terras de Ooo. Depois de um súbito interesse pelo som das Rainhas do Grito, a Princesa Jujuba se oferece para administrar a banda e junta-se a Marceline na sua turnê. Por causa das personalidades conflitantes das duas protagonistas, obviamente muitos conflitos se desenrolam nessa jornada de rock e autoconhecimento.

#### Web-Comic
Kate or Die